# Alin Toșca
Alin Toșca (Alexandria, 14 de marzo de 1992) es un futbolista rumano que juega como defensa en el Universitatea Cluj. Es internacional absoluto con Rumania.

## Carrera profesional
El central zurdo comenzó su carrera en las categorías inferiores del Steaua București, antes de pasar por varios equipos como el Unirea Urziceni (2010-2011), Săgeata Năvodari  (2011-2012) y Viitorul Constanța, desarrollando hasta 2017 toda su carrera profesional en Rumanía. 
En la temporada 2016-17, hasta enero de 2017, acumuló 29 partidos, entre el campeonato de Liga de su país (16), la Europa League (seis), la fase de clasificación para la Champions League (tres), la Copa de Rumanía (dos) y la Copa de la Liga (dos). En las filas del Steaua jugó un total de 96 partidos, equipo con el que tiene contrato hasta junio de 2018 y al que llegó en el verano de 2014 procedente del Viitorul.
En el mercado invernal de la temporada 2016/17 fichó por el Real Betis debutando contra el F. C. Barcelona, para un año después ir cedido al Benevento Calcio. Tras su cesión al conjunto italiano se marchó, también cedido, al PAOK.
Tras rescindir su contrato con el Betis, el 21 de julio de 2019 se hizo oficial su incorporación al Gazişehir Gaziantep FK. En este equipo estuvo hasta enero de 2023, momento en el que regresó al Benevento Calcio. Esta segunda etapa en el club se interrumpió con el término de la temporada ya que en julio fue cedido al Al-Riyadh.
El 1 de agosto de 2025 se confirmó su vuelta a Rumania para jugar en el Universitatea Cluj.

## Selección nacional
Ha sido internacional sub-21 en 10 ocasiones e internacional absoluto en 30 ocasiones.

## Títulos

### Steaua Bucarest
- Campeonato rumano: 2014-15
- Copa de Rumania: 2014-15
- Copa de la liga de Rumania: 2014-15, 2015-16

### PAOK Salónica
- Superliga de Grecia: 2018-19
- Copa de Grecia: 2018-19